# 스텝업 더 리얼리티
《스텝업 더 리얼리티》는 2008년에 미국에서 방송된, 최고의 댄서를 선발하는 배틀 프로그램이다.